# Charles Louis de Lorraine
 Charles Louis de Lorraine (mort à Auteuil le 1er juillet 1668) est un ecclésiastique issu de la maison de Guise, lignée cadette de la maison de Lorraine, qui fut abbé commendataire et évêque de Condom.

## Biographie
Charles Louis est le fils illégitime du cardinal Louis III de Lorraine de la maison de Guise et de Charlotte des Essarts, une ancienne maîtresse du roi Henri IV.
Destiné à l'Église, il est prieur de Layrac (1621-1668) et successeur de son père comme abbé commendataire de l'abbaye de Chaalis en 1621. Il décide en 1658 d'échanger son abbaye avec le siège du diocèse de Condom occupé par l'évêque  Jean d'Estrades
et il est finalement désigné comme évêque de Condom le 30 juin 1658, confirmé le 10 novembre 1659 et consacré en mars 1660 par Charles-François de La Vieuville, évêque de Rennes et prend possession le 17 juillet suivant. D'une prodigalité de grand seigneur, « il avait à un acte de naissance irrégulier ajouté le tort d'une vie irrégulière ». Il ne laisse dans son diocèse que le souvenir d'une mission en 1664 et meurt dans sa résidence d'Auteuil près de Paris le 1er juillet 1668. Il est inhumé le 16 du même mois dans l'église d'Acy-en-Multien dans le diocèse de Meaux,.

## Source
- (en) catholic-hierarchy.org :Bishop Charles Louis de Lorraine